# Brigata Internazionale di Liberazione
La Brigata Internazionale di Liberazione (turco: Enternasyonalist Özgürlük Taburu, curdo: Tabûra Azadî ya Înternasyonal) è un'unità militare costituita da combattenti stranieri che partecipano alla guerra civile siriana insieme all'Unità di Protezione Popolare (YPG) contro l'invasione dello Stato Islamico.

## Organizzazione
Il gruppo è stato organizzato da membri del Partito Comunista Marxista-Leninista ispirandosi alle Brigate internazionali attive durante la guerra civile spagnola. È composto da combattenti turchi, curdi, aleviti, spagnoli, greci, francesi, tedeschi, albanesi, circassi, arabi, armeni e laz.
Circa una ventina di italiani, a fronte di oltre un centinaio di foreign fighters provenienti dall'Italia unitisi alle file dell'ISIS (di cui circa una dozzina con cittadinanza italiana),  avrebbero aderito a questa unità o ad altre formazioni di supporto e di combattimento ad essa correlate.
L'ideologia politica dei combattenti è varia e comprende il marxismo-leninismo, l'hoxhaismo, il maoismo e l'anarchismo.

## Caduti
Le forze curde nel corso della guerra hanno utilizzato i volontari stranieri occidentali principalmente per operazioni di supporto, cercando di evitare di impiegarli nelle sanguinose operazioni in prima linea per evitare danni di immagine verso la comunità internazionale. Nonostante ciò, ai membri della Brigata Internazionale arruolati era lasciata la libertà di scelta riguardo l'unità a cui essere aggregati pertanto anche tra di essi vi furono elevate perdite.
Oltre 40 combattenti internazionali sarebbero deceduti nel corso dei combattimenti. Tra i partecipanti alla brigata figuravano la britannica Anna Campbell, figlia del musicista Mont Campbell morta il 15 marzo 2018 nel corso dell'Operazione Ramoscello d'Ulivo, e gli italiani Giovanni Francesco Asperti, alias Hiwa Bosco, morto il 7 dicembre 2018 e Lorenzo Orsetti, alias Tekoşer Piling, morto il 18 marzo 2019.

## Struttura
- Forze Unite di Liberazione
  -  Forze Femminili di Liberazione
  -  Partito Comunardo Rivoluzionario (DKP-Rojava)
  -  Unità di Propaganda Armata Marxista-Leninista "Devrim Cephesi"
    -  Unità di Propaganda Armata Marxista-Leninista "Betül Altindal Taburu"
    -  Unità di Propaganda Armata Marxista-Leninista "Serpil Polat Taburu"

  -  Insurrezione Sociale
  -  Devrimci Cephe
  -  Devrimci Karargâh
  -  Partito della Rivoluzione di Turchia
  -  Emek ve Özgürlük Cephesi
  -  Halkın Devrimci Güçleri
  -  PDKÖ
  -  Aziz GÜLER Özgürlük Gücü Milis Örgütü
  -  Kader Ortakaya Timi
  -  Kızılbaş Timi
  -  Mahir Arpaçay Devrimci Savaş Okulu
  -  Necdet Adalı Müfrezesi
  -  Spartaküs Timi
  -  Şehit Bedreddin Taburu
  -  Kader Ortakaya Timi
- Partito Comunista Marxista-Leninista (MLKP)
  -  KKÖ
- Partito Comunista della Turchia/Marxista-Leninista (TKP/ML TİKKO)
- Partito Comunista Maoista (MKP)
- Partito Marxista-Leninista (Ricostruzione Comunista)
- Partito Comunista Laburista di Turchia/Leninista (TKEP/L)
- Unione Rivoluzionaria per la Solidarietà Internazionalista (RUIS)
- Brigata Bob Crow
- Brigata Henri Krasucki
- Forze Guerrigliere Popolari per la Rivoluzione Internazionale (IRPGF)
  -  Esercito di Insurrezione e Liberazione Queer (TQILA)